# Cicagna
Cicagna (Cicagna in ligure) è un comune italiano di 2 286 abitanti della città metropolitana di Genova in Liguria.

## Geografia fisica
Il territorio comunale è situato nella media val Fontanabuona, ad est di Genova.
I principali corsi d'acqua sono il torrente Lavagna, il quale divide in due nuclei distinti il paese, e il torrente Malvaro nei pressi della frazione di Monleone. Tra le vette del territorio il monte Manico del Lume (801 m), il monte Pegge (774 m), il monte Lasagna (728 m).

## Storia

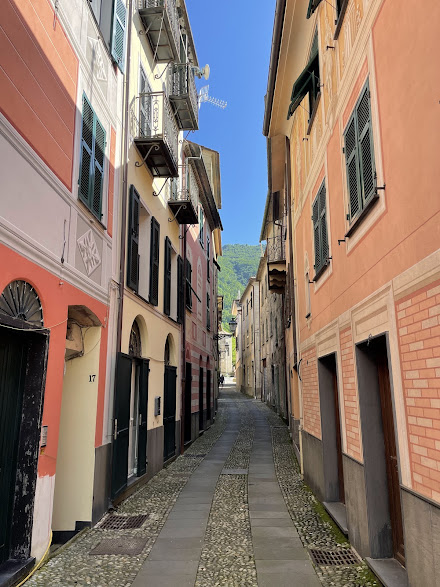
Scorcio del centro storico cicagnese

Le origini del comune risalgono alla diffusione del Cristianesimo testimoniato dalla costruzione di una delle prime pievi battesimali.
Il paese fu dominio della famiglia Malaspina fino al 1114, anno in cui fu inglobato nelle terre della Repubblica di Genova. In un antico capitulum dal titolo De potestatia Rapalli, fra la fine del XII e i primi del XIII, è citata con il toponimo di Plicania, poi Ihicania, Chinaglia e quindi l'odierna Cicagna.
Da sempre centro importante della val Fontanabuona, la comunità fu inclusa nella podesteria di Rapallo del capitaneato di Chiavari e successivamente nel capitaneato rapallese (istituito nel 1608), nello storico "quartiere" di Oltremonte.
Nel 1797 con la dominazione francese di Napoleone Bonaparte rientrò dal 2 dicembre nel dipartimento dell'Entella, con capoluogo Chiavari, all'interno della Repubblica Ligure. Dal 28 aprile del 1798 con i nuovi ordinamenti francesi, Cicagna rientrò nel III cantone, con capoluogo Carasco, della giurisdizione dell'Entella e dal 1803 centro principale del I cantone dell'Entella nella giurisdizione dell'Entella. Annesso al Primo Impero francese, dal 13 giugno 1805 al 1814 venne inserito nel dipartimento degli Appennini.
Nel 1815 fu inglobato nel Regno di Sardegna, secondo le decisioni del congresso di Vienna del 1814, che sottopose la municipalità di Cicagna nella provincia di Chiavari sotto la divisione di Genova. Dal 1859 al 1926 il territorio fu compreso nel VI mandamento omonimo del circondario di Chiavari dell'allora provincia di Genova, nel Regno d'Italia.
Dal 1973 al 30 aprile 2011 è stata la sede amministrativa della Comunità montana Fontanabuona.

### Simboli
Stemma
Gonfalone

Lo stemma e il gonfalone sono stati concessi con decreto del presidente della Repubblica nº 2001 del 30 giugno 1976.

## Monumenti e luoghi d'interesse

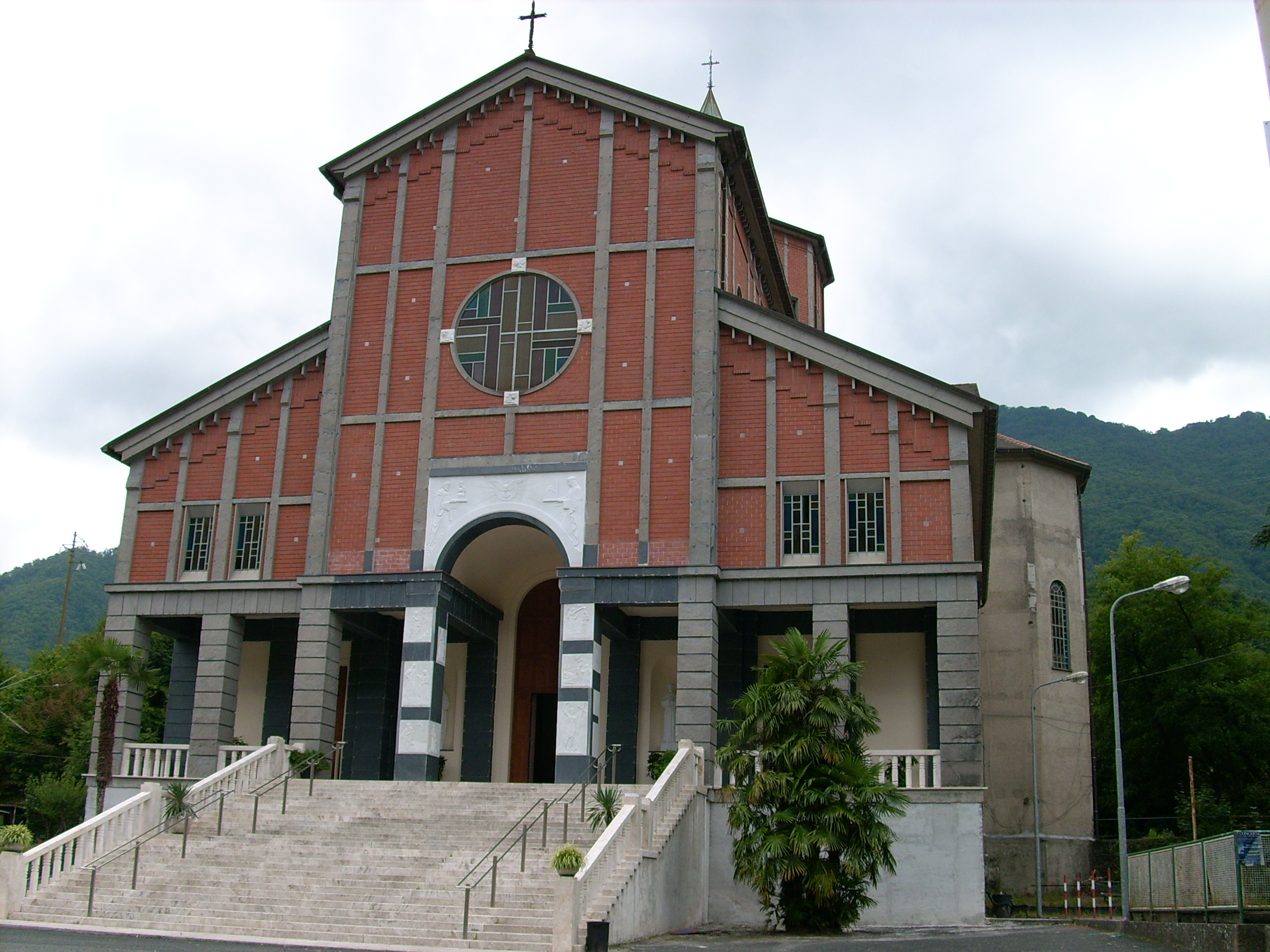
Il santuario di Nostra Signora dei Miracoli

### Architetture religiose
- Santuario di Nostra Signora dei Miracoli - Chiesa parrocchiale di San Giovanni Battista nel capoluogo. Dal XIII secolo fu scuola con collegiata di canonici offrendo servizi di culto per altre chiese della zona. Nella sua storia l'edificio subì violenti saccheggi da parte dell'esercito napoleonico nel 1799. L'attuale edificio, oggi santuario, è stato ricostruito nel 1937.
- Chiesa di Nostra Signora degli Angeli nella frazione di Monleone.[9]
- Chiesa parrocchiale di San Rocco nella frazione di Pianezza.[10] Già succursale della parrocchiale di Cicagna, la chiesa fu elevata al titolo di parrocchia il 2 luglio del 1922.
- Chiesa parrocchiale di San Bartolomeo apostolo nella frazione di Serra.[11]

### Architetture civili
- Palazzo Cavagnari, edificato nella seconda metà del XIX secolo, nel centro abitato cicagnese.
- Ponte detto "dei Fieschi", presso l'abitato di Cicagna. Sovrastante il torrente Lavagna, l'antico attraversamento a campata unica e realizzato in conci di pietra potrebbe essere databile al XII secolo o, comunque, al periodo medievale. Al centro è ubicata un'edicola votiva intitolata a san Giovanni Battista, patrono del paese.

### Architetture militari
- Castello di Monleone, citato in un documento del 1164 e di cui insistono alcuni ruderi presso la frazione di Monleone.

### Monumenti
Nel territorio comunale sono presenti diversi monumenti, vari dei quali sottoposti a provvedimenti di tutela da parte della Soprintendenza per i beni archeologici della Liguria. Fra questi il ponte della Vittoria, costruito nel 1937 a ricordo dei caduti della prima guerra mondiale e ai marinai della seconda guerra mondiale. Anticamente su di esso potevano passarvi solo coloro che avevano partecipato alla Grande guerra come forma di rispetto verso i caduti, in seguito fu regolato al traffico abituale.
Di fronte a palazzo Cavagnari, al centro di una vasca marmorea, vi è un monumento del 1892 raffigurante Cristoforo Colombo, opera di Odoardo Tabacchi, mentre all'emigrazione è stato dedicato, nel 1992, un monumento nella frazione di Monleone dello scultore Pietro Solari. Nella frazione di Pianezza è presente un omaggio scultoreo ai lavoratori dell'ardesia.

## Società

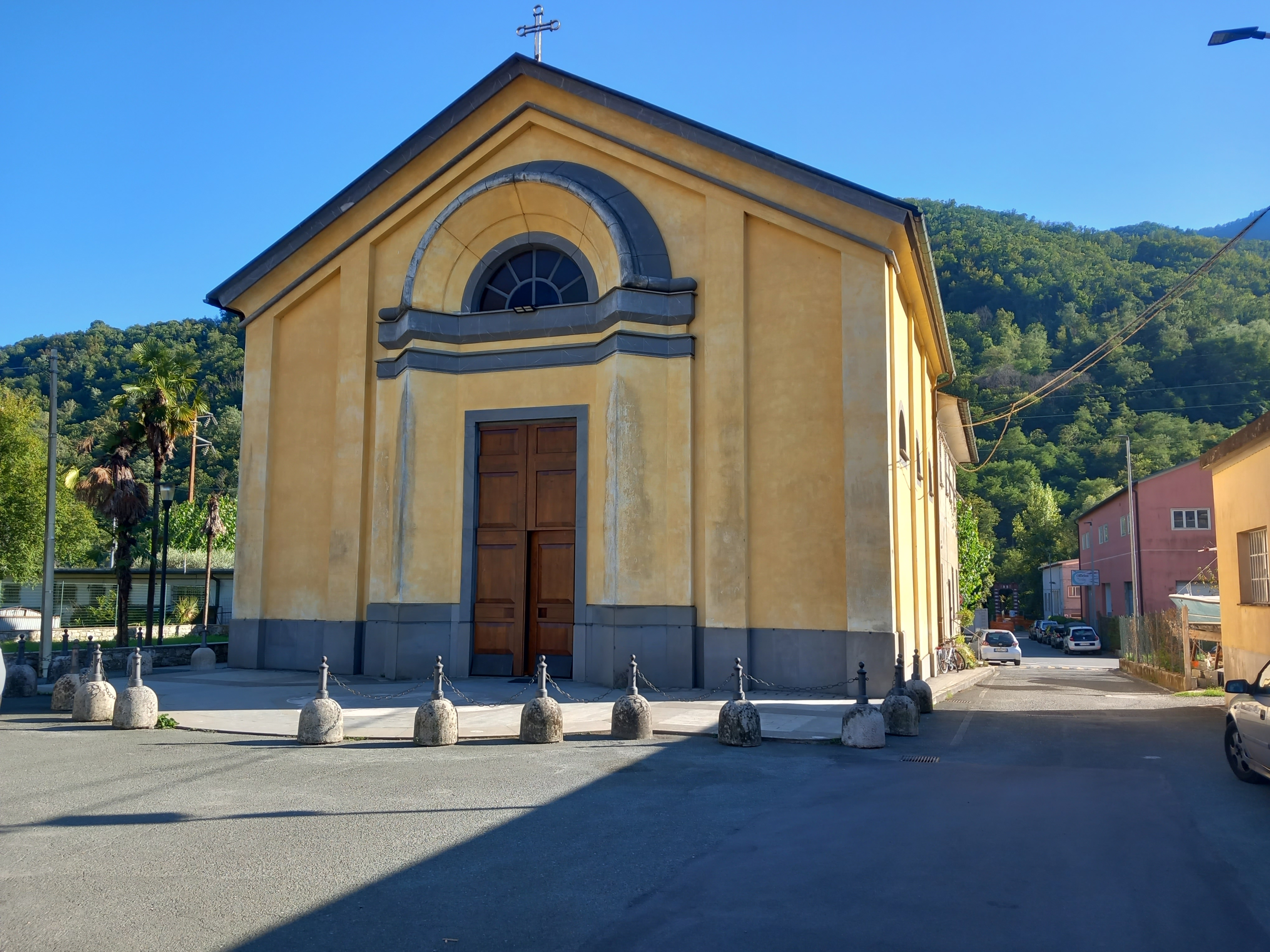
La chiesa di Nostra Signora degli Angeli presso Monleone di Cicagna

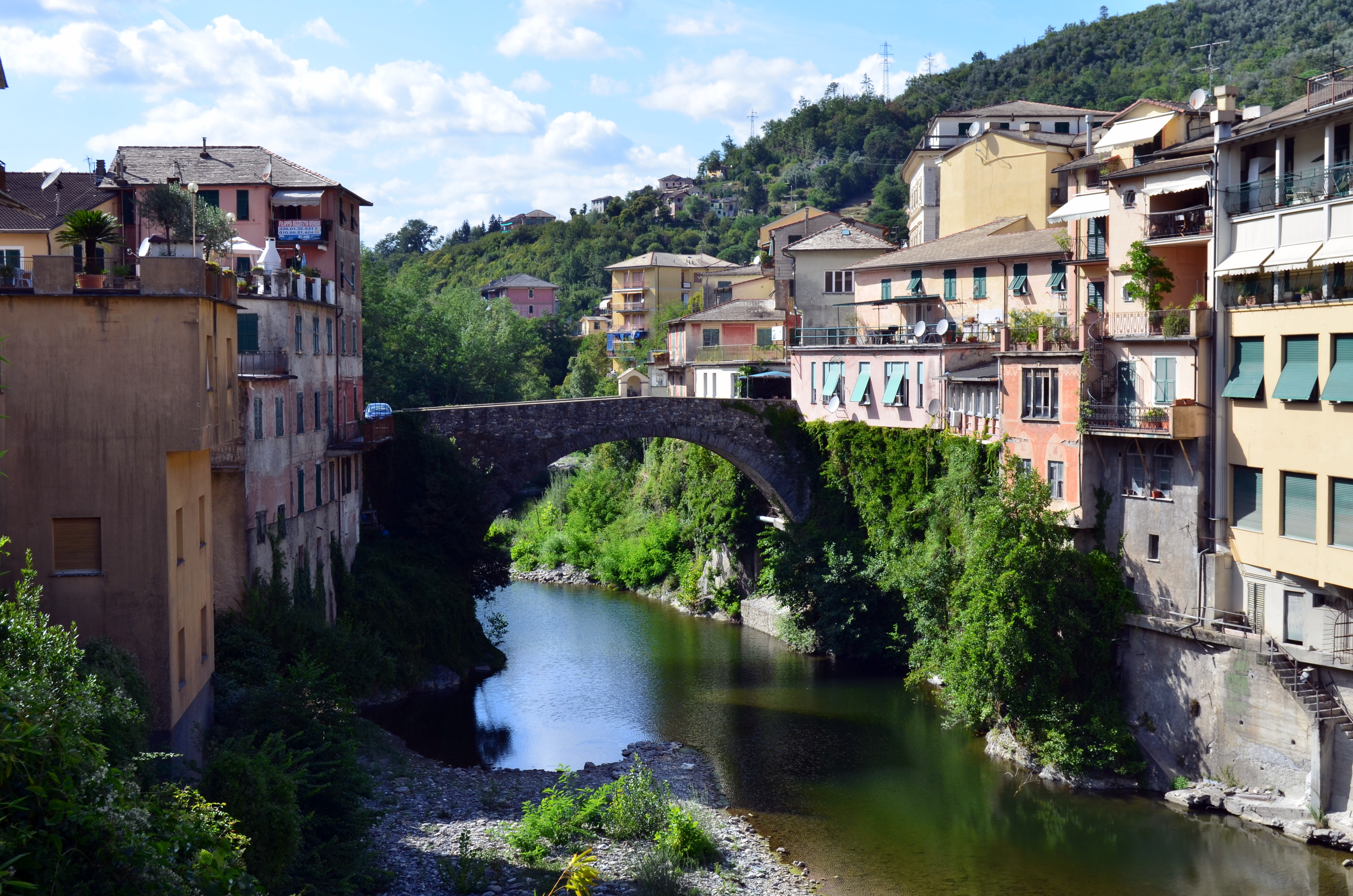
L'antico ponte dei Fieschi in pietra sovrastante il torrente Lavagna

### Evoluzione demografica
Abitanti censiti

### Etnie e minoranze straniere
Secondo i dati Istat al 31 dicembre 2022, i cittadini stranieri residenti a Cicagna sono 174, così suddivisi per nazionalità, elencando per le presenze più significative:
1. Marocco, 76
2. Albania, 21

## Cultura

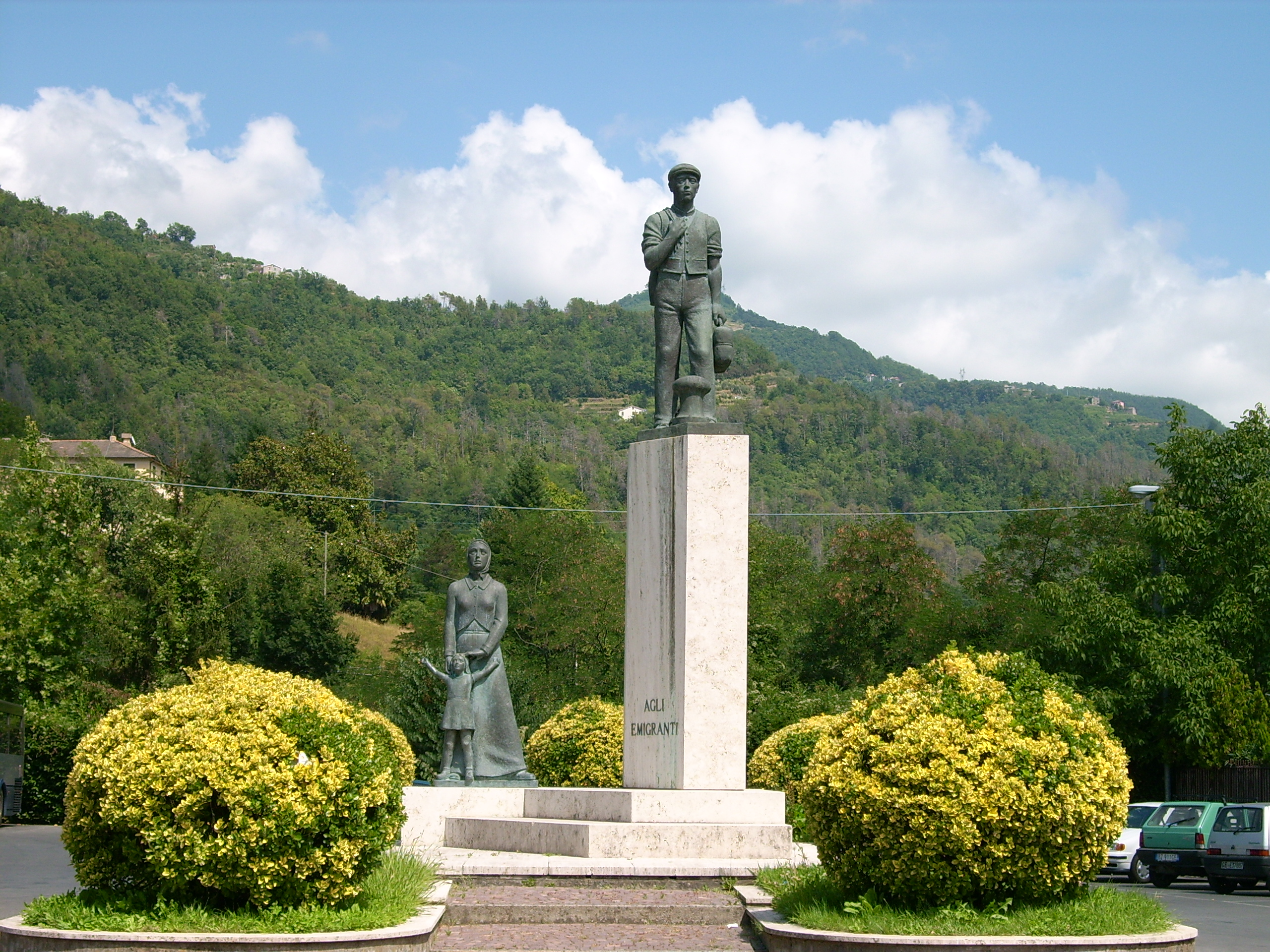
Il monumento all'emigrante

Il comune fa parte del territorio culturalmente omogeneo delle Quattro Province (Alessandria, Genova, Pavia, Piacenza), caratterizzato da usi e costumi comuni e da un importante repertorio di musiche e balli (Danze delle Quattro Province) molto antichi.
Strumento principe di questa zona è il piffero appenninico il quale, accompagnato dalla fisarmonica, e un tempo dalla müsa (cornamusa appenninica), guida le danze e anima le feste. Il più rinomato costruttore di pifferi fu Nicolò Bacigalupo, detto ü Grixiu (Cicagna, 1863-1937) attivo a Cicagna dal 1900, dopo il suo ritorno dal Perù, fino alla sua morte. Ciò che rimane della bottega del Grixiu (strumenti musicali semilavorati e attrezzi tra cui il tornio a pedale) è conservato nel museo etnografico Ettore Guatelli di Ozzano Taro, frazione di Collecchio in provincia di Parma.

### Istruzione

#### Musei
- Museo storico archeologico dedicato alla storia della valle, dal Mesolitico di 9 000 anni or sono al Medioevo.
- Museo dell'ardesia.[17]

### Teatro
- Teatro di Cicagna, fondato nel 1956 come sala cinematografica e stabilmente attivo come teatro di prosa.[22]

## Geografia antropica
Il territorio comunale è costituito dalle cinque frazioni di Monleone, Pianezza, Cassottana, Canivella e Serra per un totale di 11,28 km². Confina a nord con i comuni di Moconesi e Orero, a sud con Rapallo e Coreglia Ligure, ad ovest con Tribogna e ad est con Lorsica.

## Economia

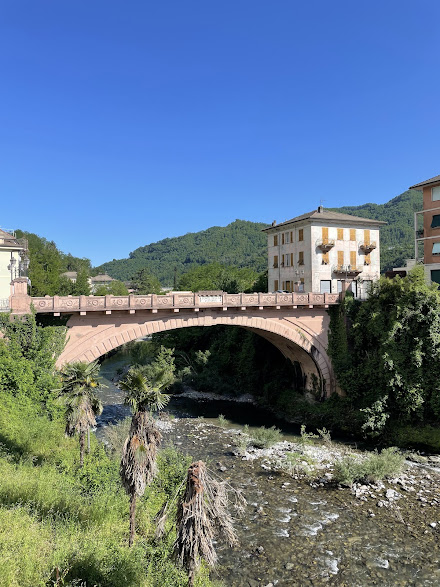
Il ponte della Vittoria sovrastante il torrente Lavagna

L'economia di Cicagna si fonda principalmente sull'agricoltura con la coltivazione di alberi da frutta, uliveti e vitigni e sulla lavorazione dell'ardesia finalizzata ad un uso edilizio e ad elementi d'arredo, oppure artistico. Oltre alla floricoltura, fiorente è l'attività industriale con la presenza di piccole e medie aziende attive nel settore tessile e da materiali da costruzione.

## Infrastrutture e trasporti

### Strade
Il centro di Cicagna è attraversato principalmente dalla strada statale 225 della Val Fontanabuona che gli permette il collegamento stradale con San Colombano Certenoli, a sud, e con Moconesi a nord.
Dall'arteria principale della SS 225 dipartono altri collegamenti provinciali quali, in prossimità del centro, la strada provinciale 23 della Scoglina - per raggiungere Favale di Malvaro e, valicando il passo della Scoglina, i centri della val d'Aveto e della val Trebbia - e al bivio di Pianezza la strada provinciale 25 di Orero per il collegamento con l'omonimo comune. Dalla SP 23 un bivio presso la località di Acqua di Sopra devia verso est lungo la strada provinciale 24 di Verzi per collegarsi con il comune di Lorsica.

### Mobilità urbana
Dal comune di Chiavari un servizio di trasporto pubblico locale gestito dall'AMT garantisce quotidiani collegamenti bus con Cicagna e per le altre località del territorio comunale.

## Amministrazione

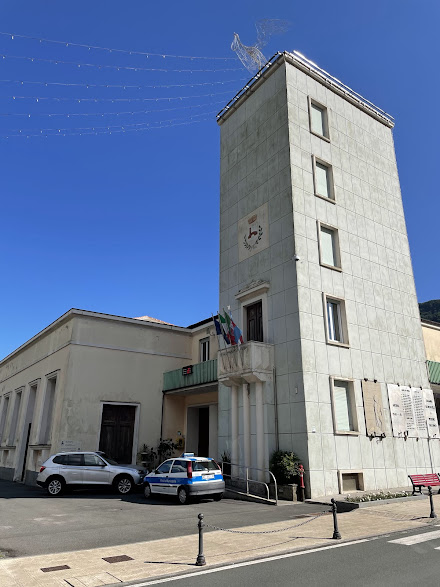
Il municipio

| Periodo           | Periodo           | Primo cittadino    | Partito                                    | Carica         | Note          |
| ----------------- | ----------------- | ------------------ | ------------------------------------------ | -------------- | ------------- |
| 1975              | 12 settembre 1985 | Luigi Ferrea       | DC                                         | Sindaco        |               |
| 12 settembre 1985 | 7 giugno 1990     | Luigi Ferrea       | DC                                         | Sindaco        |               |
| 8 luglio 1990     | 24 aprile 1995    | Luigi Ferrea       | DC                                         | Sindaco        |               |
| 24 aprile 1995    | 14 giugno 1999    | Claudio Crovo      | lista civica                               | Sindaco        |               |
| 14 giugno 1999    | 14 giugno 2004    | Claudio Crovo      | Per il futuro di Cicagna (lista civica)    | Sindaco        |               |
| 14 giugno 2004    | 8 giugno 2009     | Marco Limoncini    | La cicogna (lista civica di centro-destra) | Sindaco        |               |
| 8 giugno 2009     | 7 giugno 2010     | Marco Limoncini    | La cicogna (lista civica di centro)        | Sindaco        | [ 26 ]        |
| 15 luglio 2010    | 16 maggio 2011    | Mauro Bacigalupo   | La cicogna (lista civica di centro)        | Vicesindaco    | [ 27 ]        |
| 16 maggio 2011    | 5 giugno 2016     | Roberto Bacigalupo | La cicogna (lista civica di centro)        | Sindaco        |               |
| 16 giugno 2016    | 12 giugno 2017    | Carmine Battista   |                                            | Comm. straord. | [ 28 ]        |
| 12 giugno 2017    | 31 maggio 2019    | Marco Limoncini    | La cicogna (lista civica di centro)        | Sindaco        | [ 29 ] [ 30 ] |
| 31 maggio 2019    | 1 dicembre 2020   | Sonia Gardella     | La cicogna (lista civica di centro)        | Vicesindaco    |               |
| 1 dicembre 2020   | 13 giugno 2022    | Marco Limoncini    | La cicogna (lista civica di centro)        | Sindaco        | [ 31 ] [ 32 ] |
| 13 giugno 2022    | in carica         | Marco Limoncini    | La cicogna (lista civica di centro)        | Sindaco        |               |